# Esmog fotoquímico

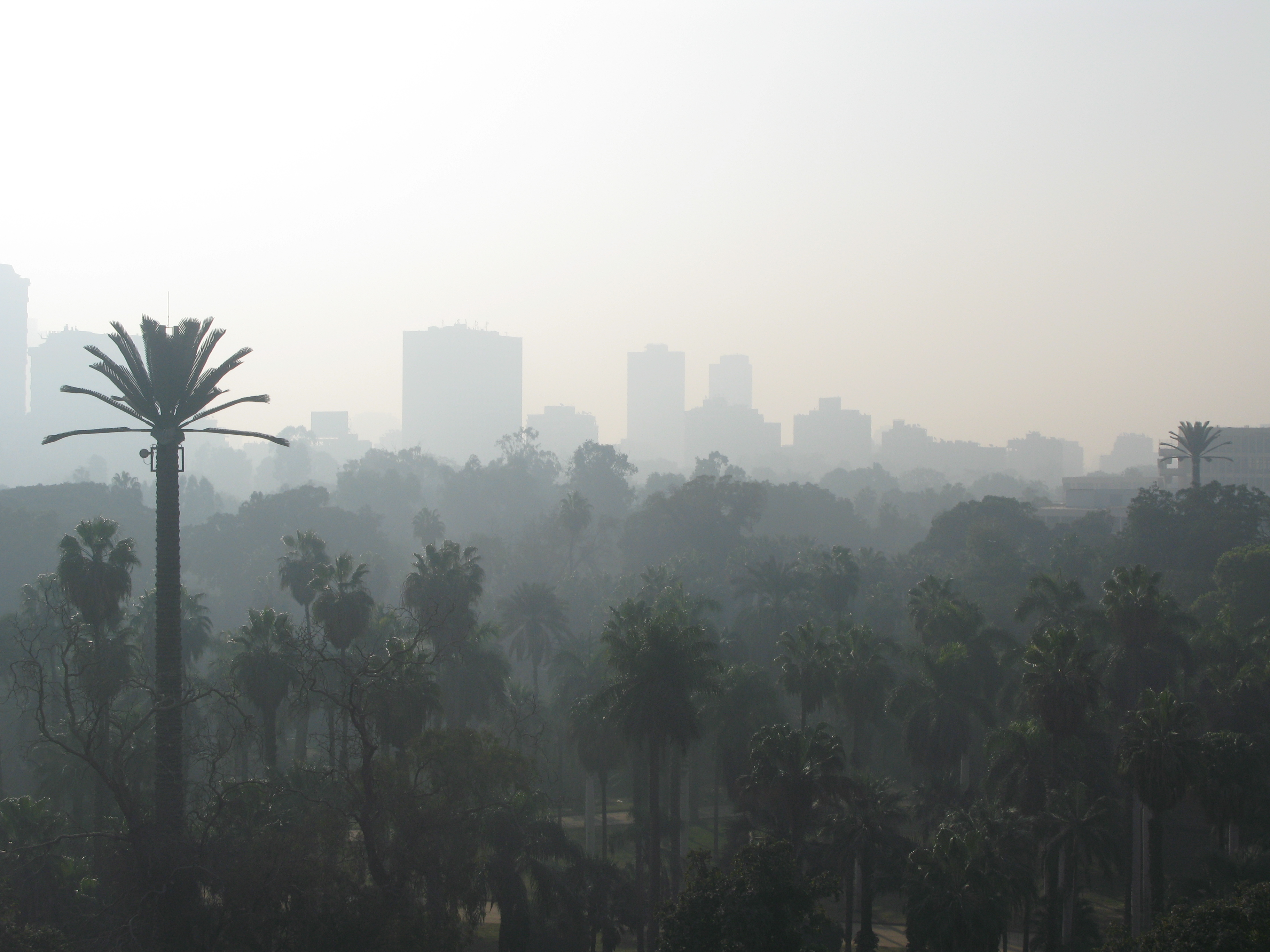
Esmog fotoquímico en Cairo.

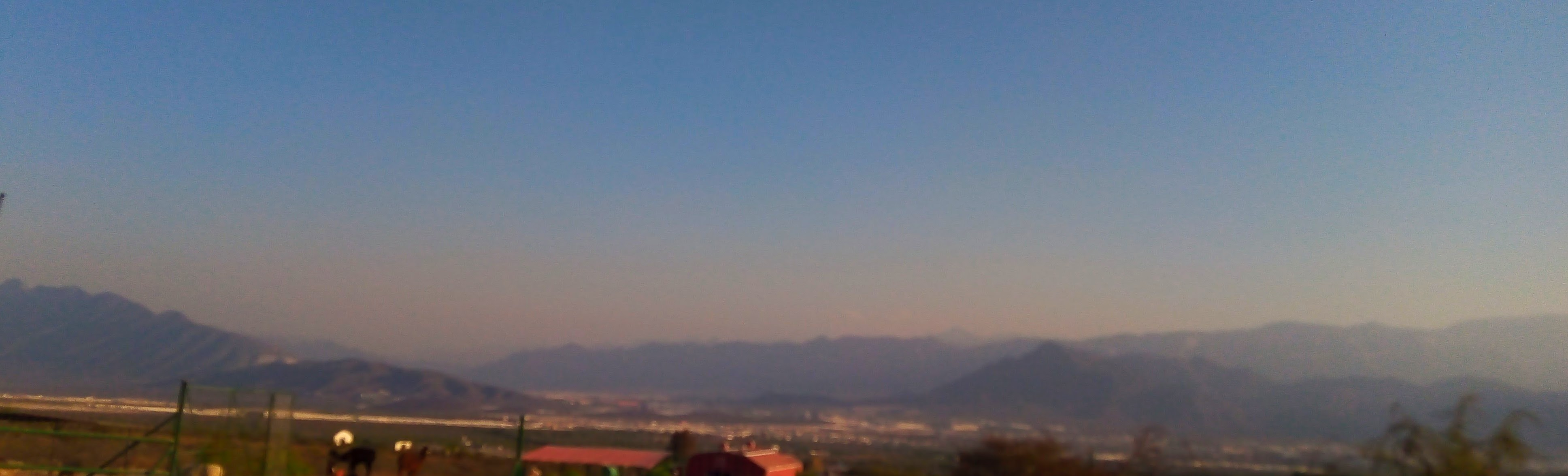
Esmog fotoquímico en el noroeste de Nuevo León durante la época de incendios forestales en el estado.

Se denomina smog fotoquímico a un tipo de contaminación del aire que se da  principalmente en áreas urbanas con mucho tráfico y que se caracteriza por la formación de una bruma o neblina de color pardo-amarillenta. El nombre se debe a que en su formación están involucradas numerosas reacciones químicas catalizadas por la presencia de luz.  Entre las sustancias que intervienen se encuentra el  ozono, diferentes óxidos de nitrógeno y restos de hidrocarburos no quemados, además de diferentes sustancias orgánicas que pueden tener origen natural.  El ozono es un gas oxidante y tóxico que puede provocar en el ser humano problemas respiratorios.
Este tipo de smog se detectó por primera vez en Los Ángeles en el año 1943 y se suele dar en ciudades con bastante tráfico (emisión de monóxido de nitrógeno, NO, y compuestos orgánicos volátiles, COVs), cálidas y soleadas, y con poco movimiento de masas de aire.

## Formación

### Contaminantes
Los principales contaminantes primarios son los óxidos de nitrógeno (NOx) y los compuestos orgánicos volátiles.
El monóxido de nitrógeno (u óxido nítrico) se forma cuando el oxígeno y el nitrógeno atmosféricos reaccionan a altas temperaturas. Esta reacción se da, por ejemplo, en los motores de combustión de los automóviles de la siguiente forma:
{\displaystyle N_{2}+O_{2}\rightarrow 2\ NO}
Sin embargo, el óxido nítrico es una molécula altamente inestable en el aire, ya que se oxida rápidamente en presencia de oxígeno, convirtiéndose en dióxido de nitrógeno según la reacción:
{\displaystyle 2\ NO+O_{2}\rightarrow 2\ NO_{2}\,\!}
Entre los compuestos orgánicos volátiles (COVs) se encuentran los hidrocarburos no quemados que pueden ser emitidos también por vehículos, así como disolventes o combustibles que se pueden evaporar fácilmente. También estos pueden provenir de zonas arbóreas, al emitirse de forma natural hidrocarburos, principalmente isopreno, pineno y limoneno.
Los contaminantes secundarios, formados a partir de los anteriores, a través de una serie compleja de reacciones propiciadas por la radiación solar, son el ozono, el HNO3, el nitrato de peroxiacilo (PAN) y otros compuestos.

### Reacciones
Durante el día el dióxido de nitrógeno se disocia en monóxido de nitrógeno y radicales oxígeno:
{\displaystyle NO_{2}\ {\xrightarrow {h\nu }}\ NO+O\cdot }
El O· se combina con oxígeno molecular generando ozono:
{\displaystyle O\cdot +\ O_{2}\longrightarrow O_{3}}
En ausencia de COVs este ozono oxida al monóxido de nitrógeno de la etapa anterior:
{\displaystyle O_{3}+NO\longrightarrow O_{2}+\ NO_{2}}
Pero en presencia de COVs, estos se transforman en radicales peroxi que a su vez oxidan al NO:
{\displaystyle ROO\cdot +\ NO\longrightarrow RO\cdot +\ NO_{2}}
De esta forma el NO no está disponible para reaccionar con el ozono y éste se acumula en la atmósfera.
Muchos de los radicales RO· generados terminan formando aldehídos. Estos, cuando la concentración de NO es baja (conforme avanza el día), pueden reaccionar con NO2 dando lugar a compuestos del tipo RCOOONO2 (cuando R es un metilo se denomina peróxido de acetilnitrato, PAN, un compuesto tóxico).
La formación del HNO3 se produce al final del día por reacción del NO2 con radicales oxhidrilo:
{\displaystyle NO_{2}+OH\cdot \longrightarrow HNO_{3}}
Durante la noche los radicales OH· pueden reaccionar con el NO dando ácido nitroso, que se disocia en presencia de luz, pero es estable durante la noche.
{\displaystyle OH\cdot +\ NO\longrightarrow HONO}
{\displaystyle HONO\ {\xrightarrow {h\nu }}\ OH\cdot +\ NO}
Durante la noche las reacciones de smog fotoquímico se ven muy reducidas al necesitar la luz para funcionar, aunque éstas pueden continuar a través de otros compuestos.

## Reducción
Para reducir la formación de smog fotoquímico es necesario disminuir la emisión de los NOx y los [[Compuestos orgánicos volátile
.
Las cantidades de hidrocarburos volátiles en la atmósfera son bastante grandes comparadas con las de NOx, por lo que suelen estar en exceso. De esta forma, una reducción de estos conduce a una disminución del smog fotoquímico menor de la esperada. Además, los hidrocarburos emitidos de forma natural pueden ser suficientes para que siga produciéndose smog (aunque en áreas urbanas no suelen ser estos los más importantes). En cualquier caso, sigue siendo importante la reducción de los niveles de estos hidrocarburos volátiles en la atmósfera.
Una de las mayores fuentes de NOx la constituyen los vehículos. La disminución de las emisiones de óxidos de nitrógeno se hace empleando catalizadores de tres vías (los de dos vías no tratan estos gases) que los reducen a nitrógeno y oxígeno moleculares. Estos catalizadores, en el caso de los motores de gasolina, tienen una efectividad de entre un 80% a un 90%, pero solo cuando están calientes. Además, el catalizador se va desgastando y con el tiempo va siendo menos efectivo. En el caso de los motores diésel, la efectividad es menor.
Otra de las principales fuentes de NOx es la emisión de las centrales eléctricas. También se pueden disminuir los NOx mediante procesos de reducción, aunque hay otros métodos como por ejemplo llevando a cabo la combustión en varias etapas o disminuir la temperatura de la llama.